# Margarita Tsjernomyrdina
Margarita Aleksejevna Tsjernomyrdina (Russisch: Маргари́та Алексе́евна Черномы́рдина, uitspr.: /mərɡɐˈrʲitə t͡ɕɪrnɐˈmɨrdʲɪnə/; Moskou, 6 maart 1996) is een Russisch voetballer. Zij speelt als middenvelder bij FK Tsjertanovo Moskou en in het nationale elftal.
Tsjernomyrdina voetbalt bij FK Tsjertanovo sinds 2011. In het seizoen 2016 werden zij en haar ploeggenoot Nadezjda Karpova de topscoorders van de Vyssji divizion, de hoogste afdeling voor vrouwenvoetbal in Rusland, door elk 8 doelpunten te maken.
In 2011 debuteerde Tsjernomyrdina bij het Russisch vrouwenelftal onder 17, tijdens de kwalificaties voor het Europees kampioenschap in deze categorie. Haar eerste wedstrijd voor Rusland onder 19 speelde ze tegen Roemenië. Voor dit elftal scoorde ze 26 doelpunten in 32 wedstrijden. Haar debuut bij het Russische A-elftal beleefde Tsjernomyrdina in augustus 2014. Later werd zij opgeroepen voor de Algarve Cup van 2016 en 2017. Tevens maakte zij deel uit van de Russische selectie op het Europees kampioenschap 2017 in Nederland.
1: Sjtsjerbak ·
2: Solodkaja ·
3: Kozjnikova ·
4: Sjejkina ·
5: Sjkoda ·
6: Karpova ·
7: Pozdejeva ·
8: Makarenko ·
9: Tsjolovjaga ·
10: Smirnova ·
11: Sotsjneva · 12: Beljajeva · 13: Belomyttseva · 14: Gasanova · 15: Danilova · 16: Fjodorova · 17: Pantjoechina · 18: Zijastinova · 19: Jek. Morozova · 20: Tsjernomyrdina · 21: Gritsjenko · 22: Kiskonen · 23: Jel. Morozova · Coach: Fomina